# 世界基督教研究
《世界基督教研究》（英語：Studies in World Christianity）是一本同行評審的學術期刊，主要研究世界基督教的發展狀況。此包括基督教在非洲、亞洲、拉丁美洲、大洋洲、東歐以及僑居在西歐和北美洲的非西方基督教群體。期刊文章的研究方法廣泛，涉及歷史、神學和社會科學。
此期刊每年出版3次：4月、8月和12月，由愛丁堡大學出版社發行。它與愛丁堡大學的世界基督教研究中心（原名為非西方基督教研究中心）有關聯，原由其創辦人安德魯·華爾斯於1995年4月，命名為《世界基督教研究：愛丁堡神學與宗教評論》。現任編輯是曹榮錦和愛瑪·魏爾德·伍德。

## 外部連結
- 官方网站
- 世界基督教研究中心 （页面存档备份，存于）